# Pachycephala graeffii
Pachycephala graeffii là một loài chim trong họ Pachycephalidae.